# アカデミー 栄光と悲劇
『アカデミー 栄光と悲劇』（アカデミー えいこうとひげき、原題:Introducing Dorothy Dandridge）は、1999年のアメリカ合衆国のテレビ映画。アフリカ系アメリカ人の女優として初めてアカデミー賞にノミネートされた女優ドロシー・ダンドリッジを描いた伝記映画である。作品自体高い評価を受けてプライムタイム・エミー賞 作品賞 (テレビ映画部門)にノミネートされた。

## キャスト
ドロシー・ダンドリッジ
演 - ハル・ベリー、声 - 石塚理恵
アール・ミルズ
演 - ブレント・スパイナー、声 - 小形満
オットー・プレミンジャー
演 - クラウス・マリア・ブランダウアー、声 - 岩崎ひろし
ハロルド・ニコラス
演 - オッバ・ババタンデ、声 - 木村雅史
その他の声の吹き替え
田中結子、堀越真己、木内レイコ、梅田貴公美、佐藤晴男、剣持直明、堀尾雅彦、新垣樽助、岩田安生、江川大輔、隈本吉成、中川和恵、よのひかり、大野エリ